# VPS36
VPS36 (англ. Vacuolar protein sorting 36 homolog) – білок, який кодується однойменним геном, розташованим у людей на короткому плечі 13-ї хромосоми. Довжина поліпептидного ланцюга білка становить 386 амінокислот, а молекулярна маса — 43 817.
| 10         |  | 20         |  | 30         |  | 40         |  | 50         |
| ---------- |  | ---------- |  | ---------- |  | ---------- |  | ---------- |
| MDRFVWTSGL |  | LEINETLVIQ |  | QRGVRIYDGE |  | EKIKFDAGTL |  | LLSTHRLIWR |
| DQKNHECCMA |  | ILLSQIVFIE |  | EQAAGIGKSA |  | KIVVHLHPAP |  | PNKEPGPFQS |
| SKNSYIKLSF |  | KEHGQIEFYR |  | RLSEEMTQRR |  | WENMPVSQSL |  | QTNRGPQPGR |
| IRAVGIVGIE |  | RKLEEKRKET |  | DKNISEAFED |  | LSKLMIKAKE |  | MVELSKSIAN |
| KIKDKQGDIT |  | EDETIRFKSY |  | LLSMGIANPV |  | TRETYGSGTQ |  | YHMQLAKQLA |
| GILQVPLEER |  | GGIMSLTEVY |  | CLVNRARGME |  | LLSPEDLVNA |  | CKMLEALKLP |
| LRLRVFDSGV |  | MVIELQSHKE |  | EEMVASALET |  | VSEKGSLTSE |  | EFAKLVGMSV |
| LLAKERLLLA |  | EKMGHLCRDD |  | SVEGLRFYPN |  | LFMTQS     |  |            |

A: Аланін

C: Цистеїн

D: Аспарагінова кислота

E: Глутамінова кислота

F: Фенілаланін

G: Гліцин

H: Гістидин

I: Ізолейцин

K: Лізин

L: Лейцин

M: Метіонін

N: Аспарагін

P: Пролін

Q: Глутамін

R: Аргінін

S: Серин

T: Треонін

V: Валін

W: Триптофан

Задіяний у таких біологічних процесах, як транскрипція, регуляція транскрипції, транспорт, транспорт білків, альтернативний сплайсинг. 
Білок має сайт для зв'язування з ліпідами. 
Локалізований у цитоплазмі, ядрі, мембрані, ендосомах.